# 斷箭 (2012年電影)
《斷箭》（韓語：부러진 화살）是一部2012年上映的韓國電影，根據2007年在韓國發生的大學教授「弓弩傷人事件」作為原型改編。
1995年，成均館大學數學系助理教授金明浩(김명호 (1957년))因指出大學入學考試的一道錯題、並要求改正，反而被停職解聘。此後曾提出訴訟，希望能恢復職位和名譽，卻被駁回。2007年，涉嫌以石弓攻擊審判該案的法官，而被判4年有期徒刑。
本片是製作成本不到5億韓元的小成本電影，大部分演員以「票房分成」之形式零片酬出演，憑藉好口碑吸引衆多觀衆，使得此事件再次受到社會各界的關注。

## 剧情
在媒体的关注下，该事件被司法部定性为“司法恐怖袭击”。虽然金庆浩的辩护律师在法庭上指出检察官的证据存在多处疑点和漏洞，法官最终仍在终审中维持对金庆浩的一审原判，监禁四年。

## 演員陣容
- 安聖基 飾 金京浩 教授（原型：金明浩 教授）
- 朴元相 飾 朴　俊 律師
- 羅映姬 飾 金京浩的妻子
- 金芝荷 飾 張恩瑞 記者
- 文盛瑾 飾 申載烈 法官
- 李璟榮 飾 李泰佑 法官
- 金應洙 飾 朴奉柱 法官
- 陳慶 飾 朴俊的妻子
- 金俊裴
- 朴守日

## 獲獎
- 2012年：第48屆百想藝術大賞－電影部門 作品獎（斷箭）、男子最優秀演技獎（安聖基）
- 2012年：第32屆韓國電影評論家協會獎－男子演員獎（安聖基）
- 2012年：第33屆青龍電影獎－最佳導演（鄭智泳）

## 外部連結
- NAVER電影 （页面存档备份，存于）
- 豆瓣电影上《斷箭》的資料 （简体中文）
- 时光网上《斷箭》的資料（简体中文）